# Великий Дальник
Великий Дальник (укр. Великий Дальник, иногда Большой Дальник) — село, относится к Одесскому району Одесской области Украины. Находится на реке Дальник.
Население по переписи 2001 года составляло 7655 человек. На 2021 год населения составляет 11910 человек. Почтовый индекс — 67668. Телефонный код — 4852. Занимает площадь 15,75 км². Код КОАТУУ — 5121081401.
Великодальникскому сельскому Совету подчинены поселки Петродолинское и Червоный Расселенец. 
На территории Великого Дальника находится центральная усадьба совхоза «Дружба», за которым закреплено 10 998 га сельскохозяйственных угодий, в т. ч. 9045 га пахотной земли.
В селе Великий Дальник есть средняя и восьмилетняя школы, в которых 66 учителей обучают 970 учащихся, дом культуры с залом на 350 мест, 3 библиотеки с книжным фондом 25,8 тыс. экземпляров; участковая больница на 75 коек (18 врачей и 142 медработника со средним специальным образованием), аптека; 6 детских садов на 240 мест, пекарня, 15 магазинов, мастерские бытового обслуживания, школа-хлебопекарня, 2 столовые, отделение связи, радиоузел, сберегательная касса.

## История
Образовано в 1945 г. Указом Президиума ВС УССР путём объединения сёл Дальник Первый квартал и Дальник Второй квартал.
 Тогда же села Дальник Третий квартал и Дальник Четвертый квартал были объединены в село Дальник.
 Впоследствии в 1963 эти два села слились в одно село Великий Дальник. 
Направление хозяйства — овощемолочное. Подсобные предприятия — комбикормовый завод, механические мастерские, томатный цех. За трудовые достижения 52 жителя села награждены орденами и медалями СССР, в т. ч. орденом Ленина — мастер-наладчик третьего отделения совхоза М. Г. Брагин, орденом Октябрьской Революции — звеньевые В. А. Власопуло и Л. П. Лукьянченко, бригадир К. Д. Перекрестова. В селе размещены Беляевский виносоковый завод, рыбокомбинат. За 1967—1977 гг. в Великом Дальнике построены 555 индивидуальных жилых домов, 6 — двенадцатиквартирных, 1 — шестиквартирный.
Село Великий Дальник (до 1962 г.— Дальник) возникло в начале XIX в. Организатором дальницких крестьян в борьбе за Советскую власть был местный бедняк И. Безверхий — член крестьянской секции Одесского Совета рабочих депутатов. Советская власть установлена в январе 1918 года. Первое коллективное земледельческое хозяйство «Світла зоря» организовано в 1920 году.
Во время Великой Отечественной войны 681 житель села сражался с врагом на фронтах, погибли 324 из них. 357 человек удостоены орденов и медалей СССР.  

Во время 73-дневной обороны Одессы (1941 г.) через село проходил важный рубеж обороны. Здесь сражались 136-й запасной стрелковый полк и 287-й полк 25-й стрелковой Чапаевской дивизии, танковый взвод под командованием старшего лейтенанта И. И. Юдина, 20-й кавалерийский полк. В честь погибших в этих боях воинов сооружены два монумента пояса Славы.

## Местный совет
67668, Одесская обл., Одесский р-н, с. Большой Дальник, ул. Б. Хмельницкого, 3